# Fort Vareler Hafen
Das Fort Vareler Hafen war eine Befestigungsanlage zum Schutz des Kriegshafens Wilhelmshaven.

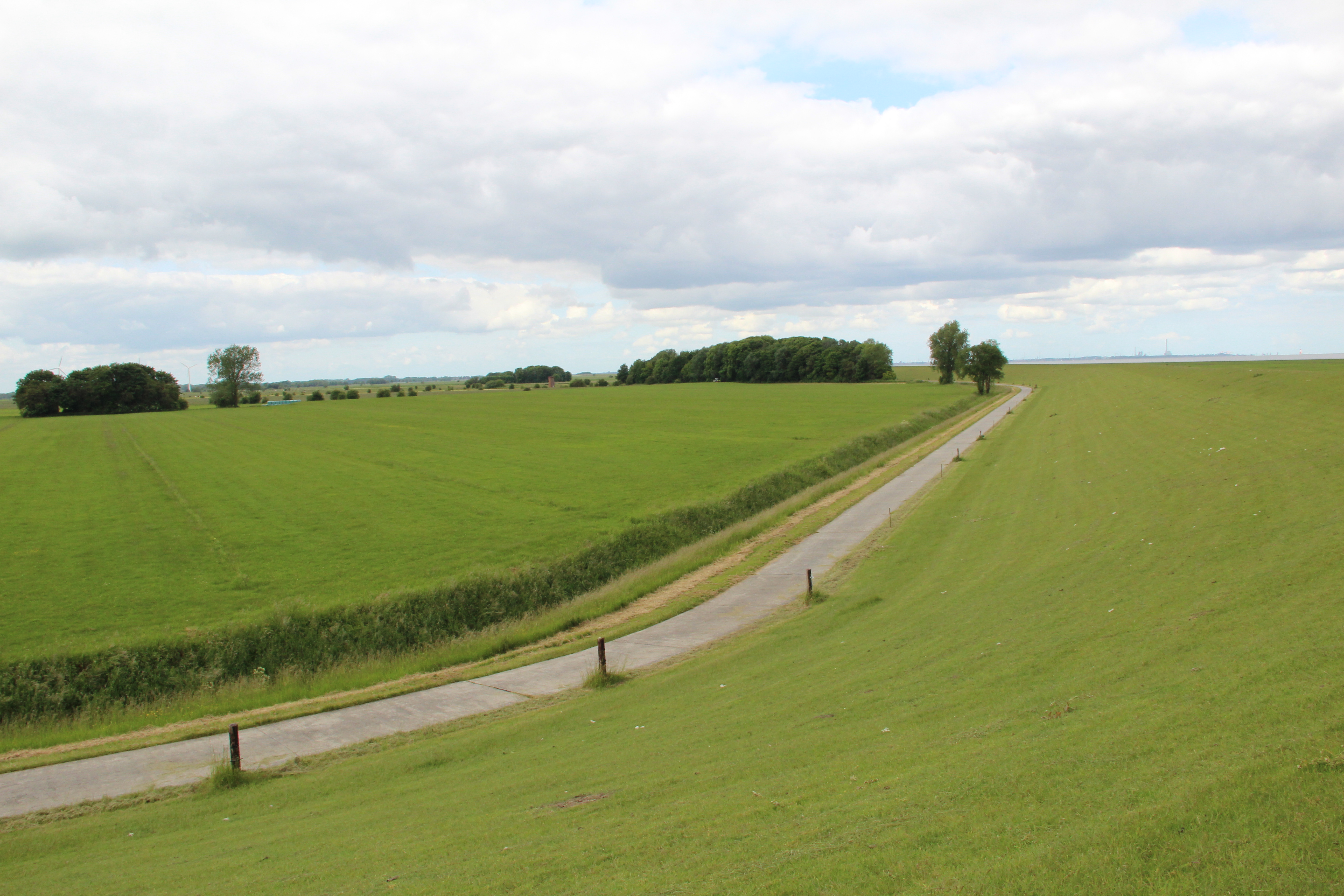
Der Seedeich bei Varel. Das Fort befand sich an der Stelle, an der sich heute das rechte Wäldchen befindet.

## Lage
Das Infanteriewerk befand sich etwa 500 Meter nördlich der Vareler Schleuse. Aufgrund der Lage am Deich liegt die Vermutung nahe, dass die Anlage ähnlich wie das Fort Stollhammerdeich, in den Deich integriert war.

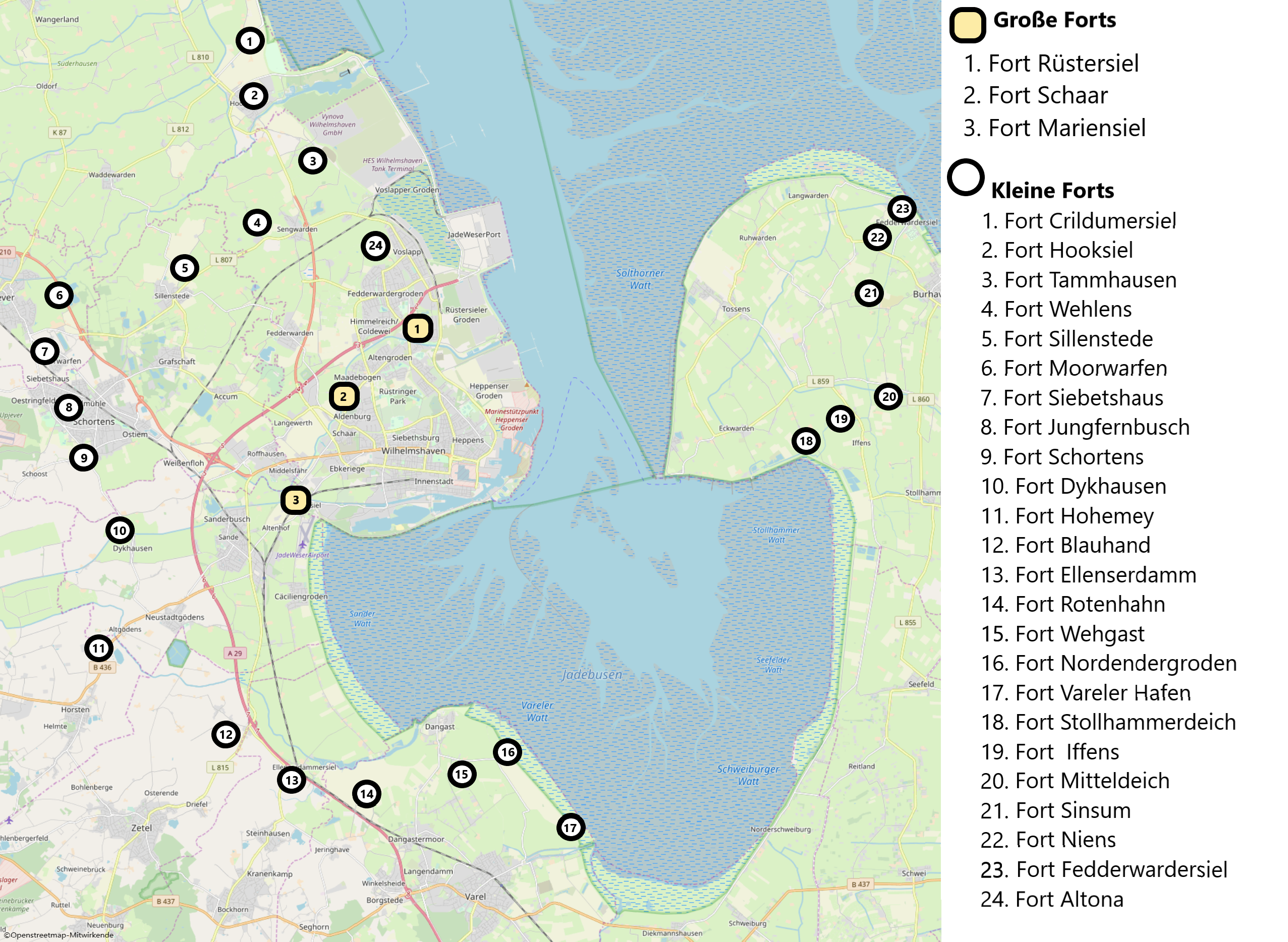
Position der Forts zum Schutz Wilhelmshavens.

## Geschichte
Das Infanteriewerk wurde von 1914 bis 1915 errichtet. Die Anlage bestand unter anderem aus einem großen länglichen Bunker, der in Nordwest-Südost-Richtung positioniert war. Während des Zweiten Weltkrieges war hier die Flakbatterie Vareler Hafen eingerichtet.